# Contea di Örebro
La contea di Örebro o Örebro län è una delle contee o län della Svezia situata nella parte centrale del paese.
Confina con le contee di Västra Götaland, Värmland, Dalarna, Västmanland, Södermanland e Östergötland.

## Comuni
|  | - Ljusnarsberg - Hällefors - Lindesberg - Nora - Karlskoga - Örebro - Lekeberg - Degerfors - Kumla - Hallsberg - Laxå - Askersund |

## Aree naturali protette
In questa contea si trovano il Parco nazionale Garphyttan e parte del Parco nazionale Tiveden.